# قطعنامه ۳۱۵ شورای امنیت
قطعنامه  ۳۱۵ شورای امنیت سازمان ملل متحد که در تاریخ ۱۵ ژوئن ۱۹۷۲ تصویب شد، سندی بین‌المللی دربارهٔ مسئلهٔ قبرس است. این قطعنامه طی نشست ۱٬۶۴۶‌ام 
با ۱۴ موافق،۰ مخالف و۱ ممتنع تصویب شد.